# District de Bourganeuf
Le district de Bourganeuf est une ancienne division territoriale française du département de la Creuse de 1790 à 1795.
Il était composé des cantons de Bourganeuf, Bénévent, Chatelus, Pontarion et Royerre.